# Botrychium minganense
Botrychium minganense là một loài dương xỉ trong họ Ophioglossaceae. Loài này được Vict. mô tả khoa học đầu tiên năm 1927.

## Hình ảnh

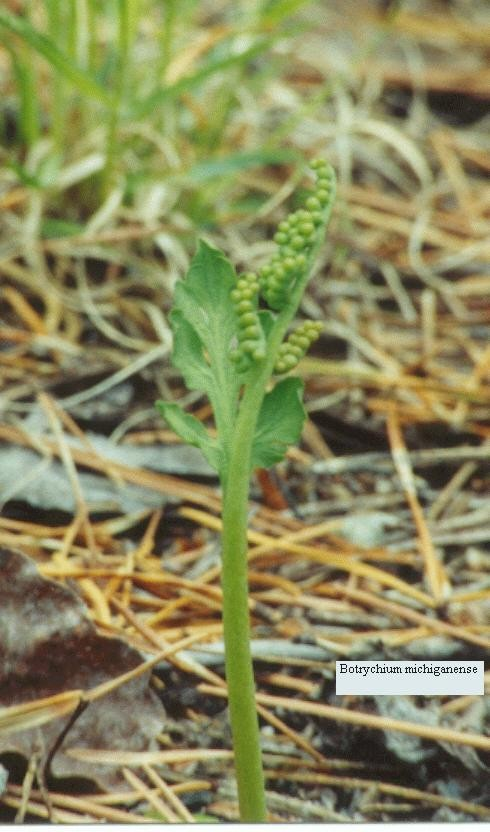
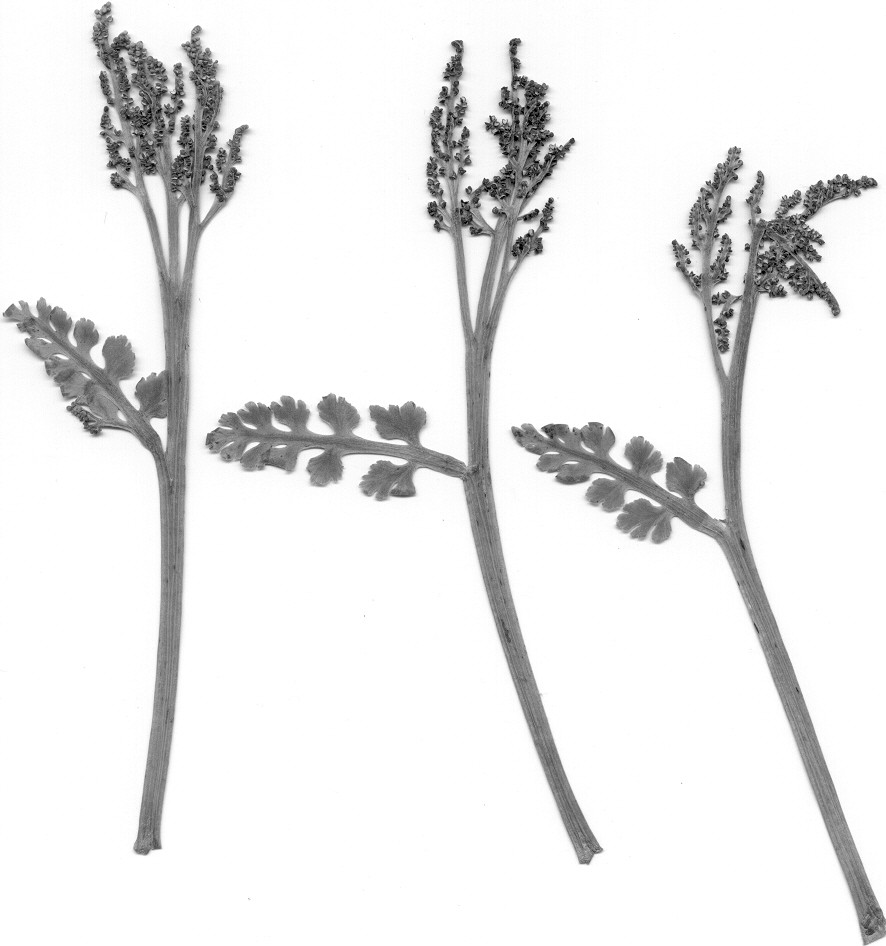
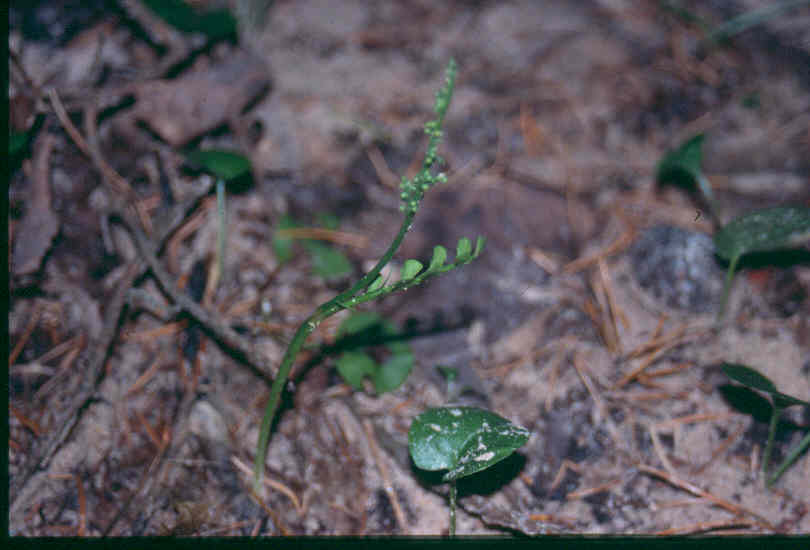
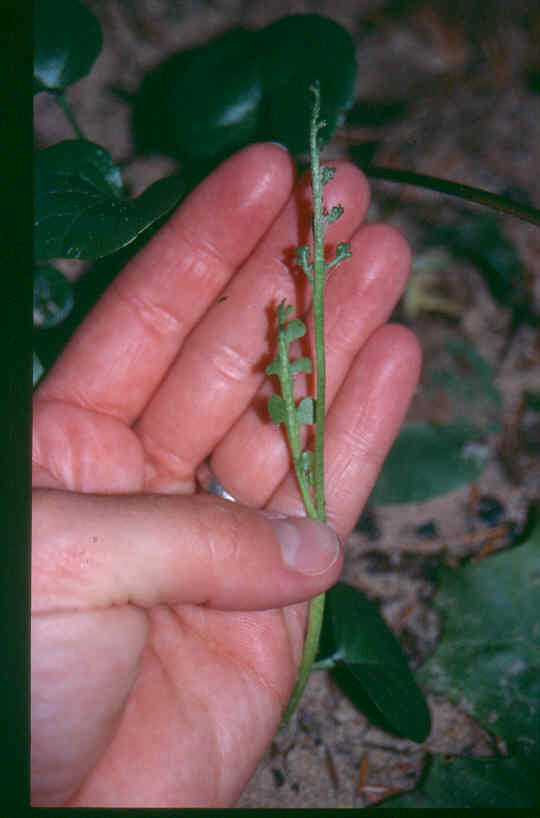